# USS LST-606
O USS LST-606 foi um navio de guerra norte-americano da classe LST que operou durante a Segunda Guerra Mundial.